# L'Aventure de Mr Eastwood
L'Aventure de Mr Eastwood (Mr Eastwood's Adventure au Royaume-Uni, ou The Mystery of the Spanish Shawl aux États-Unis) est une nouvelle policière d'Agatha Christie.
Elle a aussi reçu en France le titre Mr Eastwood cherche une histoire.
Initialement publiée en février 1924 dans la revue The Novel Magazine au Royaume-Uni, cette nouvelle a été reprise en recueil en 1934 dans The Listerdale Mystery and Other Stories au Royaume-Uni. Elle a été publiée pour la première fois en France dans le recueil Douze nouvelles en 1963.

## Résumé
Mr Eastwood est un écrivain en panne d'inspiration. Il a beau chercher un récit captivant, il n'arrive qu'à formuler le titre d'un éventuel roman : « Le Mystère du deuxième concombre ». Il reçoit soudain un appel téléphonique d'une dénommée Carmen, qui l'appelle à son secours. Elle lui donne son adresse. Ému par le ton éploré de la femme, il se rend à l'adresse indiquée et rencontre la femme. 
C'est alors que surgissent deux policiers, qui annoncent à Mr Eastwood qu'il est arrêté : il s'appelle Conrad Fleckman et a tué Mme Anna Rosenberg. Eastwood veut montrer sa bonne foi et prouver son identité. Il propose de leur faire visiter son appartement et de leur présenter ses papiers d'identité, que dans sa précipitation il avait oublié chez lui. Ne sachant trop quoi faire, les inspecteurs Verrall et Carter acceptent de l'accompagner à son domicile. Ils s'y rendent et croisent Rogers, le concierge, qui confirme l'identité d'Eastwood et le fait qu'il habite ici depuis quatre ans.
Pendant que Carter effectue une perquisition dans l'appartement, Eastwood discute longuement avec Verrall dans la cuisine. Ce dernier raconte à son interlocuteur, avec force détails, les conditions du meurtre d'Anna Rosenberg et les raisons qui les ont poussés à le prendre pour l'assassin, Conrad Fleckman. Toute l'histoire tourne autour d'un « châle espagnol à mille fleurs ».

### Dénouement
Verrall va rejoindre son collègue et demande à Eastwood de l'attendre. Une demi-heure après, étonné de ne voir revenir aucun des deux policiers, Eastwood va les chercher. Non seulement ils ne sont plus là, mais ils ont emporté des objets de collection précieux qu'il détenait ! La maison a été vidée de ses biens les plus précieux. Eastwood comprend alors qu'il s'est fait escroqué : l'appel téléphonique était une arnaque et les deux hommes n'étaient pas des policiers. Seule reste dans le salon une petite table sur laquelle est posée la machine à écrire. Eastwood sait comment il va commencer son nouveau roman, il en connaît déjà le titre : Le Mystère du châle espagnol.

## Personnages
- Mr Eastwood : écrivain sur le déclin.
- Carmen : jeune femme qui l'appelle au secours.
- Inspecteur Verrall : policier
- Inspecteur Carter : policier
- Rogers : concierge

## Publications
Avant la publication dans un recueil, la nouvelle avait fait l'objet de publications dans des revues :
- en février 1924, au Royaume-Uni, sous le titre « The Mystery of the Second Cucumber », dans le no 233 de la revue The Novel Magazine[1] ;
- en décembre 1924, au Royaume-Uni, dans le no 3 (vol. 60) de la revue Macfadden Fiction-Lovers Magazine[2] ;
- en mars 1947, aux États-Unis, dans le no 40 (vol. 7) de la revue Ellery Queen’s Mystery Magazine[3].

La nouvelle a ensuite fait partie de nombreux recueils :
- en 1934, au Royaume-Uni, dans The Listerdale Mystery and Other Stories[1] (avec 11 autres nouvelles) ;
- en 1948, aux États-Unis, sous le titre « The Mystery of the Spanish Shawl », dans The Witness for the Prosecution and Other Stories[1] (avec 10 autres nouvelles) ;
- en 1963, en France, dans Douze nouvelles, recueil réédité en 1968 sous le titre « Le Mystère de Listerdale » (adaptation du recueil de 1934) ;
- en 1966, aux États-Unis, sous le titre « The Mystery of the Spanish Shawl », dans Surprise! Surprise! (avec 11 autres nouvelles).